# Tubes à boum
Albums de Carlos
Nostracarlus
(1982) Tropicarlos
(1986)
Tubes à boum est un album studio enregistré par Carlos. Il fut publié en 1984.

## Liste des pistes
1. Baby bla bla (Susanna)
2. Le kankondanse
3. Dédé bilo
4. Kangourou
5. T'as l'béguin d'la béguine
6. One man slow (moi, moi, moi)
7. Tubes à boum (medley de ses propres succès)
8. Papayou